# 茅沼車站
茅沼車站（日语：／ Kayanuma eki */?）是由北海道旅客鐵道（JR北海道）所經營的鐵路車站，位於日本北海道釧路郡標茶町境內。本站是釧網本線沿線的車站，位於JR北海道釧路支社的管轄範圍。本站於1992年取消簡易委託業務，成為無人車站。
站名源自於附近沼澤地區成群生長的茅草。除此之外，由於本站位於釧路濕原內，地近該地區珍貴鳥類品種丹頂鶴的棲息地，因此本站也以「日本唯一有丹頂鶴來訪的車站」為號召，偶爾可在列車上看見丹頂鶴在周遭活動。

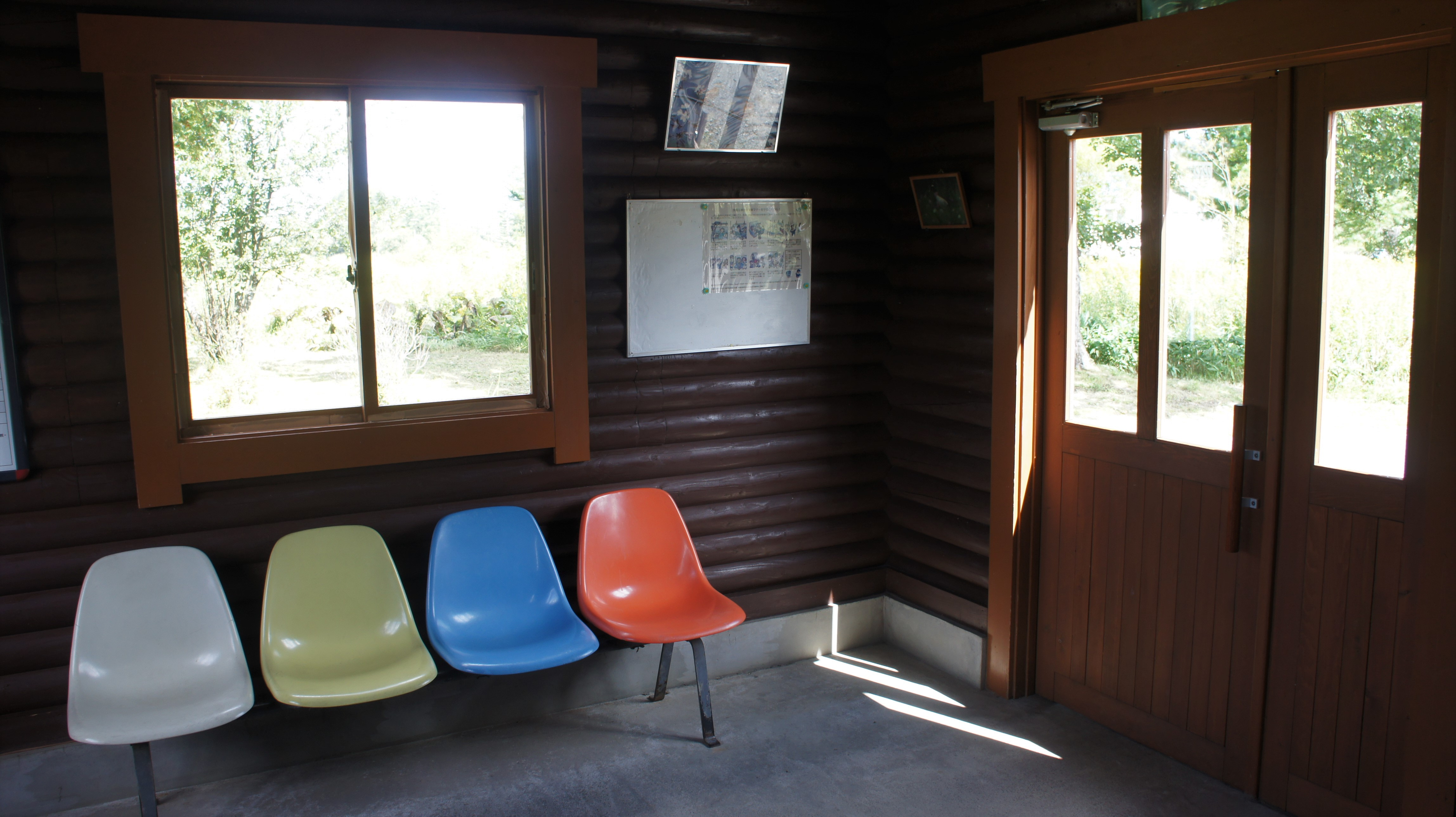
車站內部(2018年9月)

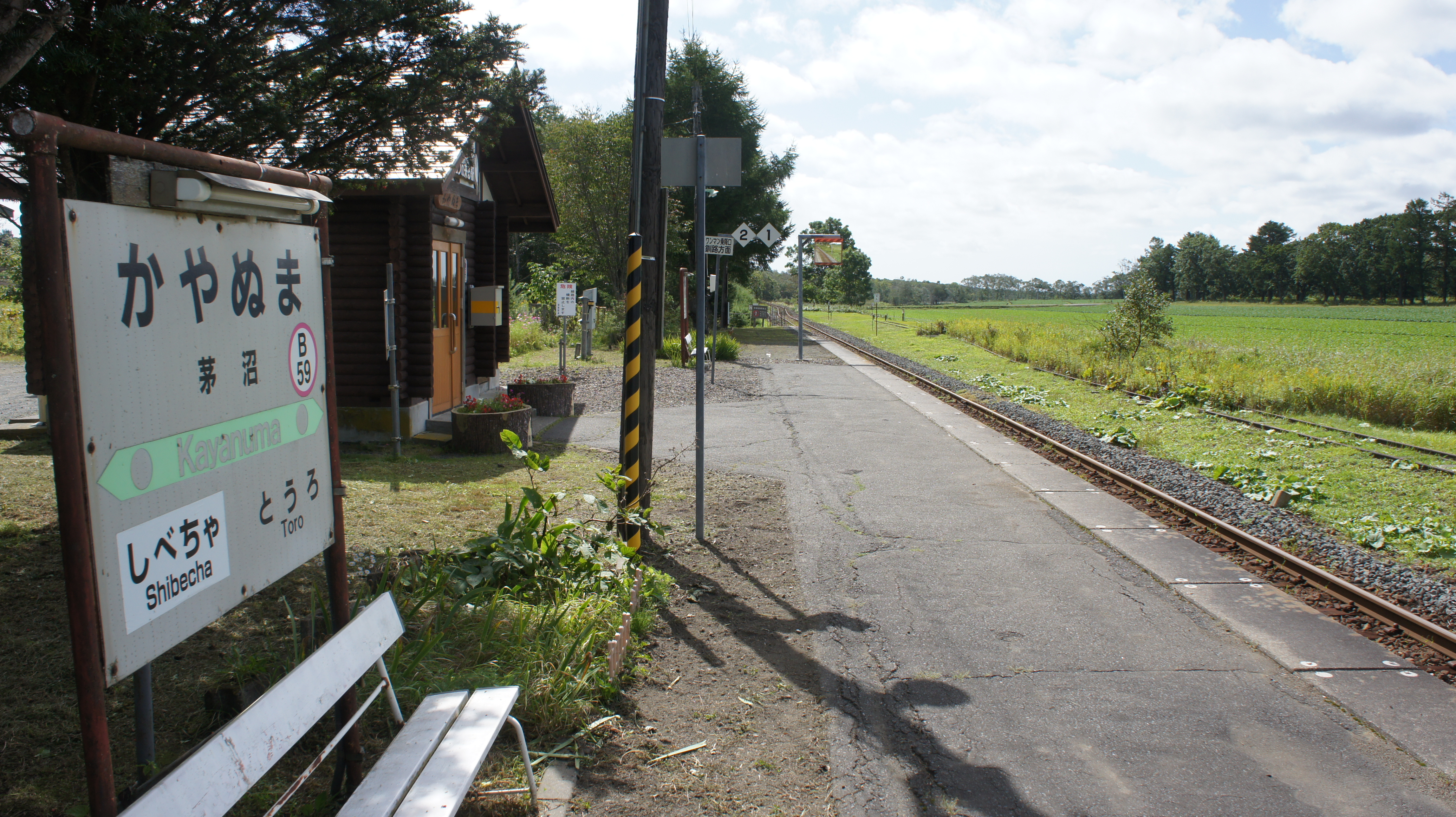
月台(2018年9月)

## 歷史
- 1927年（昭和2年）9月15日 - 以國有鐵道車站身份開始營業，屬一般車站分類。
- 1973年（昭和48年）2月5日 - 廢除貨運及行李托運服務。
- 1987年（昭和62年）4月1日 - 國鐵分割民營化後，由JR北海道繼承。
- 1992年（平成4年）4月1日 - 廢除簡易委託，車站完全無人化。

## 車站周邊
- Shirarutoro湖（シラルトロ湖）
- 北海道道959號Shirarutoro湖線

## 相鄰車站
北海道旅客鐵道（JR北海道）
■釧網本線
快速「知床」、普通
標荼（B61）－（五十石（B60））－茅沼（B59）－塘路（B58）
・ 為廢站

## 外部連結
- （日語）JR北海道 – 茅沼車站 （页面存档备份，存于）
- （日語）全驛參觀之旅 （页面存档备份，存于）